# Gymnocorymbus bondi
Gymnocorymbus bondi är en fiskart som först beskrevs av Fowler, 1911.  Gymnocorymbus bondi ingår i släktet Gymnocorymbus och familjen Characidae. Inga underarter finns listade i Catalogue of Life.